# 横振动方程
横振动方程是物理學中的一條四階線性偏微分方程，用於描述长度远远大于直径的细长棒的微小振动運動。方程如下：
{\displaystyle {\frac {\partial ^{4}y}{\partial x^{4}}}+{\frac {\rho S\partial ^{2}y}{EJ\partial t^{2}}}=0}
其中：
- y为x截面处的位移；
- x为细长棒轴向坐标；
- {\displaystyle \rho }为细长棒密度；
- S为x处截面积；
- E为杨氏模量；
- {\displaystyle J=\iint _{S}y^{2}ds}为界面对于以棒轴心为轴的极惯性矩。